# Cézium-ozonid
A cézium-ozonid egy cézium kationból és egy ozonid ionból O3− álló vegyület képlete CsO3. A cézium-ozonid egy vörös színű szilárd anyag.

## Előállítása
Cézium-szuperoxid és ózon reakciójával keletkezik, majd kinyerik a terméket a folyékony ammóniából:
{\displaystyle \mathrm {CsO_{2}+O_{3}\longrightarrow CsO_{3}+O_{2}} }

## Tulajdonságai
Vörös színű szilárd anyag, két különböző kristályszerkezete van. 8 °C alatt kristályai monoklinok a rubídium-ozonidhoz hasonlóan, és stabil, tércsoport: P21/c. Rács paraméterei: a = 675,1 pm, b = 626,7 pm, c = 901,5 pm és β = 120,74°, elemi cellája négy atomot tartalmaz. Magasabb hőmérsékleten kristályai köbösek, cézium-klorid kristályszerkezete kristályszerkezete van, rácsállandó a = 436,06 pm.
53 °C-on  cézium-szuperoxidra és oxigénre bomlik:
{\displaystyle \mathrm {2\ CsO_{3}\ {\xrightarrow {\ 53^{o}C\ }}\ 2\ CsO_{2}+O_{2}\uparrow } }
Vízzel reagálva oxigén és cézium-hidroxid keletkezik belőle:
{\displaystyle \mathrm {4\ CsO_{3}+2\ H_{2}O\longrightarrow 5\ O_{2}+4\ CsOH} }

## Fordítás
- Ez a szócikk részben vagy egészben  a   Caesiumozonid című német Wikipédia-szócikk fordításán alapul.  Az eredeti cikk szerkesztőit annak laptörténete sorolja fel. Ez a jelzés csupán a megfogalmazás eredetét és a szerzői jogokat jelzi, nem szolgál a cikkben szereplő információk forrásmegjelöléseként.